# Karl Kessel
Karl Philipp Kessel (* 1. Juni 1912 in Mülheim an der Ruhr; † 24. August 1997 in Bonn) war deutscher Offizier, zuletzt Generalmajor der Luftwaffe der Bundeswehr.

## Biographie
Kessel, Sohn eines Werkmeisters, trat nach dem Abitur am 1. April 1933 in die Reichswehr ein, wurde dort 1935 zum Leutnant befördert und zum Luftfahrzeugführer ausgebildet. Nach der Verwendung als Aufsichtsoffizier und Adjutant an der Luftkriegsakademie Berlin-Gatow war er im Kampfgeschwader 2 „Holzhammer“ Staffelkapitän, dann Erster Generalstabsoffizier (Ia) und später Gruppenkommandeur. Als Geschwaderkommodore führte er dieses Geschwader zu Beginn des Unternehmens Steinbock. Ab Mitte Februar 1944 war er wieder an der Luftkriegsakademie tätig und ab Juli 1944 bis Kriegsende bei der Luftflotte Reich als Ia und Leiter der Führungsabteilung.
Nach dem Kriege arbeitete Kessel in der Verkaufs- und Exportabteilung eines Kartonagenwerks. 1956 trat er als Oberst in die neu aufgestellte Bundeswehr ein, wo er zunächst Referent im Verteidigungsministerium war. Von Juli 1961 bis November 1962 war er Kommandeur des Fluganwärterregiments in Uetersen. Während seiner Zeit als Unterabteilungsleiter im Führungsstab der Luftwaffe erfolgte auf Beschluss in der 76. Kabinettssitzung vom 16. Mai 1963 die Beförderung zum Brigadegeneral. In seiner letzten Verwendung war er vom 1. Oktober 1967 bis zu seiner Versetzung in den Ruhestand am 30. September 1970 als Generalmajor Kommandeur der 6. Luftwaffendivision.
Kessel war verheiratet und hatte zwei Kinder.

## Auszeichnungen
- Eisernes Kreuz (1939) II. und I. Klasse
- Frontflugspange in Gold
- Deutsches Kreuz in Gold am 29. März 1943[5]
- Ritterkreuz des Eisernen Kreuzes am 24. Januar 1944[5]
- Großes Bundesverdienstkreuz 1970